# Coming Yesterday: Live at Salle Gaveau 2019
Coming Yesterday: Live at Salle Gaveau 2019 ist ein Jazzalbum von Martial Solal. Die am 23. Januar 2019 im Pariser Konzertsaal Salle Gaveau entstandenen Aufnahmen erschienen im Mai 2021 auf dem niederländischen Musiklabel Challenge Records im Vertrieb von In-Akustik. Am Ende dieses Solokonzerts hatte sich der damals 91-jährige Pianist entschieden, weitere öffentliche oder Studioauftritte aufzugeben.

## Hintergrund
Mit dem Solokonzert im Pariser Salle Gaveau verabschiedete sich der Pianist Martial Solal von der Bühne, nachdem er bereits 2018 mit Histoires Improvises sein letztes Studioalbum veröffentlicht hatte. „Als ich die Bühne betrat, wusste ich noch nicht, dass ich mich nach diesem Konzert entscheiden würde, nicht mehr Klavier zu spielen“, erinnerte sich der Pianist.
Solal entschied sich nach diesem Konzert zum Aufhören, weil es wirklich alle seine Energie gefordert hatte: „Wenn die Energie nicht mehr da ist, hört man besser auf.“ Vom Repertoire her war es ein ziemlich typischer Solal-Abend: Es waren Stücke aus seinem Repertoire, die er schon häufig interpretiert hatte, vor allem Jazzstandards wie „I Can’t Get Started“, „Tea for Two“, „Lover Man“, „My Funny Valentine“, „Have You Met Miss Jones“ von Rodgers und Hart, ein Duke-Ellington-Medley sowie auch zwei eigene Kompositionen, „Coming Yesterday“ und „Sir Jack“ – Solals „skuriller Blick“ auf das Kinderlied vom Meister Jakob.
Im Salle Gaveau probierte Solal 2019 weitere Wege zur erkundenden Interpretation dieser Stücke aus. Vom Grashalm sprach Solal, der an jenem Abend gesät wurde, und dessen Wuchs er gern weiter verfolgt hätte. Dem stand jedoch sein absoluter Anspruch an das eigene künstlerische Schaffen entgegen. So kam er zum Eingeständnis: „Große Freiheiten erfordern viel Arbeit. Ich habe meinen Teil getan“.

## Titelliste
- Martial Solal: Coming Yesterday – Live at Salle Gaveau 2019 (Challenge Records (3) – CR73516)[3]

1. I Can’t Get Started (Ira Gershwin, Vernon Duke) 6:55
2. Coming Yesterday (Martial Solal) 11:40
3. Medley Ellington (Billy Strayhorn, Duke Ellington, Juan Tizol) 7:05
4. Sir Jack (Martial Solal) 4:36
5. Tea for Two (Irving Caesar, Vincent Youmans) 6:38
6. Happy Birthday (Traditional) 4:35
7. Lover Man (James Davis, James Sherman, Roger Ramirez) 9:25
8. I’ll Remember April (Don Raye, Gene De Paul, Patricia Johnston) 4:54
9. My Funny Valentine (Richard Rodgers, Lorenz Hart) 5:59
10. Have You Met Miss Jones (Richard Rodgers, Lorenz Hart) 4:26

## Rezeption
Nach Ansicht von Reinhard Köchl, der das Album in Jazz thing rezensierte, sei der Auftritt Solals weit mehr als Routine oder die Summe seiner Erfahrungen. Es sei beeindruckend, wie „einer mit über 91 noch so spielen [kann], derart flink in den Händen und im Kopf, die Rechte und Linke wie immer gleichberechtigt, ein Wasserfall an Ideen, ein begnadeter Verfremder des Bekannten, ein lebenslanger Modernist, der sich immer wieder bei der Tradition bedient“.

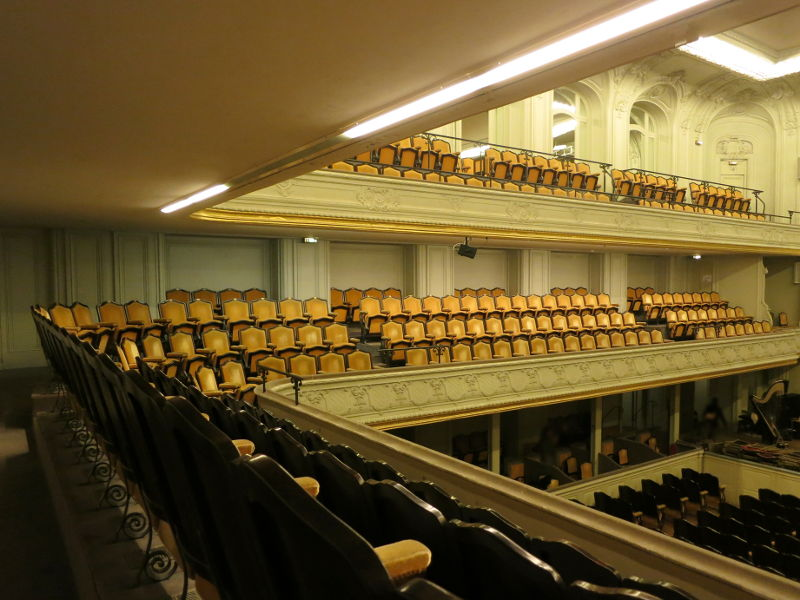
Innenraum des Salle Gaveau

John White bewertete Coming Yesterday: Live at Salle Gaveau 2019 in Jazz Journal als ein wegweisendes Album Martial Solals. Leider sei es auch seine letzte Aufnahme; aber glücklicherweise spiele er mit 93 <sic> immer noch lebendig, wachsam und kreativ. Schon seine erste Nummer, „I Can’t Get Started“, demonstrierte schelmisch, dass sein Genie im Dekonstruieren, Wiederzusammensetzen und Interpretieren klassischer Standards liege, wenn überhaupt, was offensichtlicher denn je war, auch wenn seine Ausdauer schwinde. Sein einzigartiger pianistischer Stil und seine Herangehensweise seien schwer zu beschreiben, aber er habe die Fähigkeit, ein bekanntes Lied aus nur wenigen Andeutungen seiner Melodie neu zu gestalten und etwas Ursprüngliches, Kompliziertes und Einprägsames zu produzieren.
Nach Ansicht von Chris May, der das Album in All About Jazz rezensierte, ist das Album ein eleganter und eigenwilliger Abschiedsgruß. „Lover Man“, „My Funny Valentine“ und „Have You Met Miss Jones“ gehören dabei zu den Melodien, die so frisch behandelt würden wie an dem Tag, als sie die Hände ihrer Komponisten verließen. Solal gelinge es sogar, „Happy Birthday“ viereinhalb Minuten lang interessant und ungewöhnlich klingen zu lassen.
Ralf Dorschel betonte in seiner Besprechung für den NDR, dass Coming Yesterday: Live at Salle Gaveau 2019 einen „Abend der enormen Freiheiten“ Solals dokumentiere. Dort spielte er „atonal, wild und frei, voller Ironie und Unberechenbarkeit – dann wieder zärtlich und mit einem milden Augenzwinkern. Ein Kraftakt, überwältigend, hellwach, oldschool und zugleich radikal modern und nach vorn gedacht in eine Zukunft des Jazz.“ Dieser im NDR als „Jazz-CD der Woche“ präsentierte Tonträger stelle Solals musikalisches Vermächtnis dar.
Solal schwelge in Gegenüberstellungen: Sein „Tea for Two“ ende mit einer Anspielung an Beethoven, stellte Leonard Weinreich (London Jazz News) fest. Die Charlie Parker/Benny-Harris-Bebop-Hymne „Ornithology“ lasse in „Happy Birthday“ ihr Thema anklingen. Innerhalb weniger Takte könne der Pianist zwischen Frédéric Chopin, Erik Satie, Claude Debussy, Maurice Ravel und Thelonious Monk hin und her springen und dabei eine Reihe pianistischer Effekte einsetzen: Stride Piano, Blockakkorde, Bebop-Phrasen, Modulationen, Ganztonleitern und obskure Akkordsubstitutionen. Solal spiele dabei immer ernst, aber nie feierlich. Ewig verspielt und unbekümmert gegenüber konventionellen Melodien oder Harmonien, könne er sie schelmisch als flüchtige Orientierungspunkte einsetzen: „Ich bevorzuge eine größere Freiheit, das Spiel mit der Verschmelzung von Tonarten, Rhythmen, Dauer (und) Stil.“